# Piz Pisoc
Il Piz Pisoc (3.174 m s.l.m.) è una montagna delle Alpi della Val Müstair nelle Alpi Retiche occidentali. Si trova nel Canton Grigioni (Svizzera).

## Descrizione

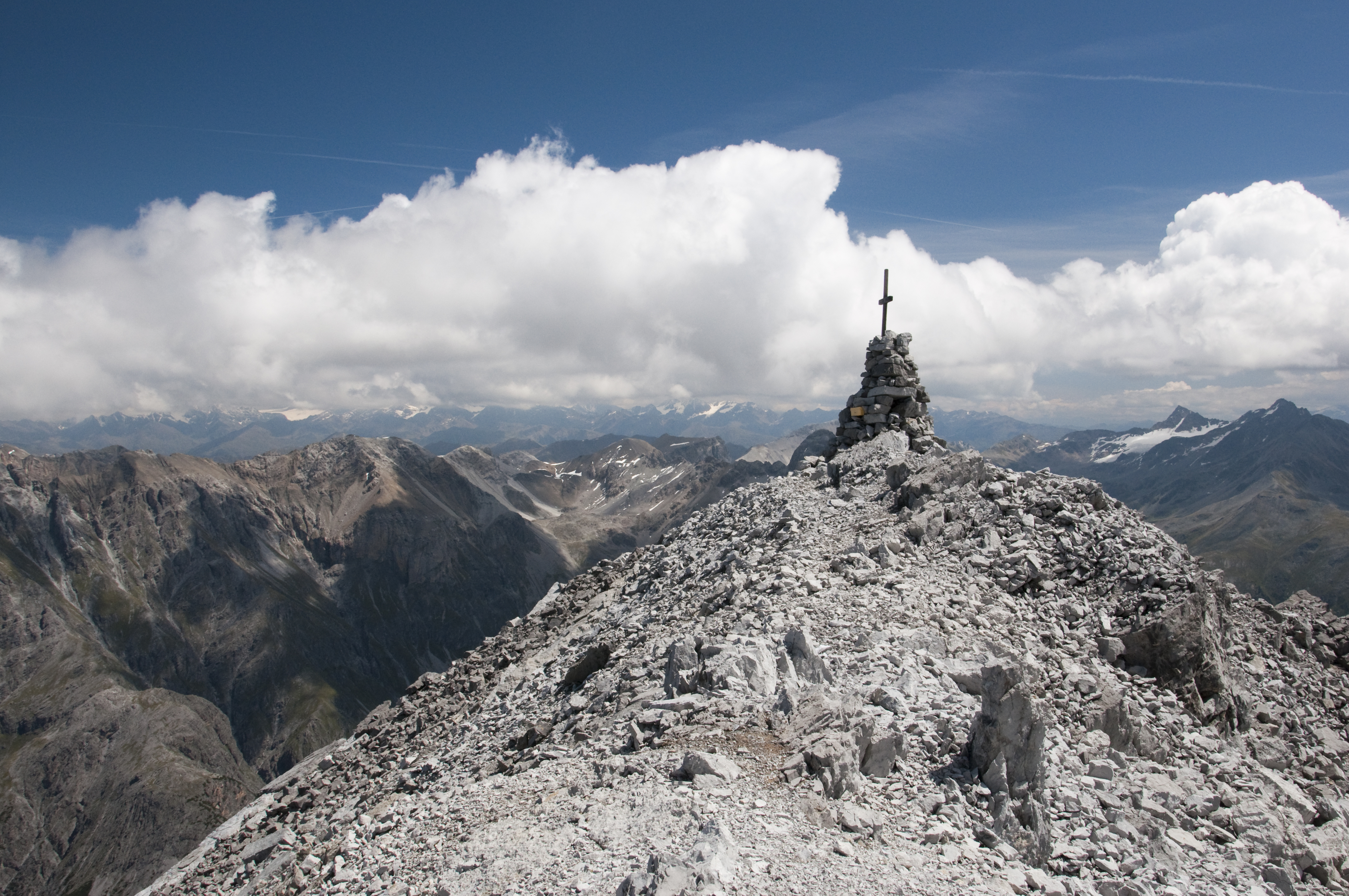
La vetta della montagna.

Il Piz Pisoc si trova al bordo del Parco nazionale Svizzero. La montagna si trova tra la Val Plavna ad ovest, la Val S-charl ad est e la Val Mingèr a sud.
Le montagne principali che si trovano nel suo gruppo sono:
- Piz Plavna Dadora (2961 m)
- Piz Mezdi (2727 m)
- Piz Zuort (3119 m)
- Piz Lavetscha (2790 m)
- Piz Clemgia (3042 m)
- Piz da la Crappa (3122 m)
- Piz Mingèr (3081 m)
- Piz dals Cotschens (3057 m)